# Христо Гашовски
Христо Цветков Гашовски (Гашевски) е български опълченец, участник в Руско-турската война от 1877 – 1878 година и общественик в Следосвобожденска България.

## Биография
Роден е около 1850 година в село Койнаре – тогава село в Белослатенско, днес град в община Червен бряг. Преди Освобождението работи в Орхание (днес Ботевград) като шивач, но се включва в национално-освободителната борба с участие в Орханийския частен революционен комитет и обира на турската поща в прохода „Арабаконак“ под ръководството на Димитър Общи, за което получава присъда от три години заточение в Диарбекир.
След Освобождението Гашовски се връща да живее в Орхание и в продължение на няколко години заема различни финансово-административни постове.
Впоследствие се мести в София, където е член-съветник е в Настоятелството на Опълченско поборническо дружество „Шипка“. Снимката му е включена в издадения през 1928 година мемориален албум „Спомен от Освободителната руско-турска война през 1877 – 1878 година“ (на две места: на стр. 71 сред поборниците и на стр. 79 сред членовете на Настоятелството).
Според сведения почива след 1936 година.